# Club des hommes et femmes d'affaires du libre en Afrique
 (mai 2023).
Si vous disposez d'ouvrages ou d'articles de référence ou si vous connaissez des sites web de qualité traitant du thème abordé ici, merci de compléter l'article en donnant les références utiles à sa vérifiabilité et en les liant à la section « Notes et références ».
 (mai 2023).
Le Club des hommes et femmes d'affaires du Libre en Afrique (CHALA) est une organisation internationale non gouvernementale composée d'hommes et femmes d’affaires exerçant dans tous les pays d'Afrique.
Il club a pour vocation le développement des échanges commerciaux, industriels et technologiques au sein de l’espace économique africain, ainsi que l’amélioration de la coopération entre ses membres.
Le club a été créé en octobre 2005, à Libreville, au Gabon, sous l’impulsion de l'Organisation internationale de la francophonie, et plus particulièrement, de son Institut de la francophonie numérique, lors des Secondes Rencontres africaines des logiciels libres (RALL2005).
L'organisation a son siège à Abidjan en République de Côte d'Ivoire.

## Objectifs
Les objectifs du club sont :
- développer les relations d’affaires entre les membres du Club ;
- sensibiliser les faiseurs d’opinion sur les intérêts politiques, stratégiques et économiques des logiciels libres pour les pays africains : élus, hauts fonctionnaires, médias ;
- favoriser entre les membres des échanges d’informations dans tous les domaines, en particulier technique, fiscal, juridique et comptable ;
- fournir un support technique suffisant, sur tout le continent africain, aux organisations désirant migrer ou utiliser les logiciels libres.

## Membres
Toute personne morale ou physique ayant un intérêt ou œuvrant dans le domaine des logiciels libres au niveau professionnel et en Afrique. 

## Rôles
Le CHALA remplit des tâches d’étude, d’information, de coordination et d’action.
En agissant par l’intermédiaire de ses organes, le CHALA poursuit des objectifs tels que : 
- établir et maintenir à jour une banque de données portant sur l’ensemble des entreprises ;
- diffuser régulièrement, aux opérateurs économiques des communautés concernées, un bulletin de liaison relatif aux activités du CHALA et toutes autres publications, études ou documents relatifs à l’espace économique africain ;
- constituer un système de communication rapide et efficace entre les différents membres ;
- assurer l’organisation d’une rencontre annuelle du CHALA et de toute autre activité susceptible de resserrer les liens d’affaires entre les opérateurs économiques de l'Afrique.